# Буре, Валерий Владимирович (тренер)
Валерий Владимирович Буре́ (31 марта [13 апреля] 1912, Москва — 26 марта 1974, Москва) — советский ватерполист и тренер по плаванию, заслуженный тренер СССР. Дед хоккеистов Павла и Валерия Буре.

## Биография
Родился в Москве в семье банковского служащего Владимира Максимилиановича Буре и его жены Александры Николаевны, урождённой Городничевой. Внучатый племянник часовщика Павла Буре. В возрасте 15 лет поступил в театральную школу, но оставил её из-за материальных трудностей семьи. В 1929 году стал вратарём сборной Москвы по водному поло. С 1932 по 1936 годы — первый вратарь сборной СССР по водному поло. С 1934 года учился в медицинском институте.
14 октября 1936 года арестован вместе со всей сборной СССР после игры в Швеции. В 1937 году приговорён к десяти годам ИТЛ и 4 годам лишения избирательных прав. Отбывал наказание в Норильске, где работал на металлургическом заводе и в заводской секции плавания. Также работал фельдшером, участвовал в драмкружке и занимался футболом. 
После освобождения в 1946 году продолжал жить в Норильске на поселении. С 1957 года — в Москве. Работал старшим тренером по плаванию ДСО «Медик», тренером сборной СССР на Олимпийских играх 1968 и 1972 годов. Наибольших успехов среди его учеников добились Леонид Ильичёв и собственный сын Владимир. Один из пионеров синхронного плавания в СССР.

## Семья
Жена — Людмила Ермовна Попова. 
- Сыновья — 4-кратный призёр Олимпийских игр по плаванию Владимир и рекордсмен мира по подводному плаванию Алексей. 
  - Внуки — хоккеисты Павел и Валерий.